# بلدرچین بوته‌ای سینه‌سیاه
 بلدرچین بوته‌ای سینه‌سیاه (نام علمی: Turnix melanogaster) نام یک گونه نادر از تیره بلدرچین بوته‌ای که در شرق استرالیا بومی است.
ماده درشت‌تر و پررنگ‌تر از نر است، با سر و گردن مشکی مشخصی که با خطوط سفید ظریف پاشیده شده است.
معمولاً در جنگل‌های بارانی یافت می‌شود. بیشتر زیستگاه اصلی آن پاکسازی شده و جمعیت های باقی مانده تکه تکه شده اند. این گونه در فهرست سرخ، اتحادیه بین‌المللی حفاظت از طبیعت (IUCN) از گونه‌های در خطر انقراض به عنوان آسیب‌پذیر طبقه‌بندی شده است و طبق قانون حمایت از محیط زیست و حفاظت تنوع زیستی (۱۹۹۹) به عنوان آسیب‌پذیر فهرست شده است.